# Diccionario biográfico-bibliográfico de efemérides de músicos españoles
El Diccionario biográfico-bibliográfico de efemérides de músicos españoles es una obra del musicólogo barcelonés Baltasar Saldoni, publicada en cuatro tomos entre 1868 y 1881. Recoge retazos biográficos de cientos de españoles que se dedicaron a la música.

## Descripción

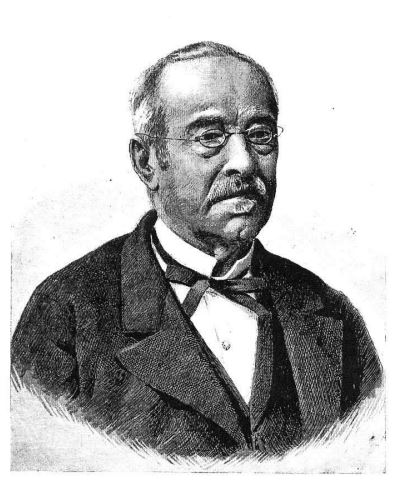
Baltasar Saldoni, autor de la obra

La obra, que se publicó entre 1860 y 1881, está dividida en cuatro volúmenes diferentes y en tres secciones. La primera sección es titulada «Efemérides», en las que, según se especifica en las primeras páginas de cada volumen, «consta el nacimiento ó fallecimiento, ó ambas cosas á la vez, en cada día del año, de uno ó varios profesores ó aficionados, con sus respectivas biografías, más ó ménos extensas, y conforme con los datos más exactos y verídicos que se han podido consultar». Hay en ella «unos mil cuatrocientos nombres». La segunda sección es el «Catálogo», o bien «lista por órden alfabético en forma de diccionario de todos los profesores y aficionados más conocidos pasados y presentes, cuyo día de nacimiento ó defuncion no ha sido posible hasta ahora (Octubre de 1879) averiguar». Son «unos mil ochocientos nombres». La última de las secciones, «Variedades», «se compone [...] de hechos ó noticias de utilidad para el arte en su parte histórica, ya sobre algunos libros de música que se publicaron en diferentes épocas, como tambien de várias funciones filarmónicas verificadas en España y en otros países». Las secciones se van completando a lo largo de los cuatro tomos, con el último siendo publicado en 1881.
Saldoni, como explica en la conclusión al último de los tomos, consignó treinta años de su vida a esta obra, cuyo objetivo principal era «dar á conocer tantísimas notabilidades musicales como ha tenido y tiene hoy día nuestra querida España». Y apostilla:

«[...] para que las demás naciones [...] vayan comprendiendo y conociendo con datos fidedignos que los españoles no somos ni hemos sido nunca los últimos en poder figurar dignamente junto á la más ilustrada de cualesquiera de ellas, y tambien porque hemos contado siempre con la benevolencia de los que nos honrasen leyendo este libro, considerando el gran trabajo, llevado principalmente á cabo por un solo individuo»
Saldoni, en la «Conclusión» al último tomo